# درون‌بال‌داران
درونْ‌بال‌داران (نام علمی: Endopterygota) حشراتی از زیررده بال‌داران هستند که روند رشد ویژه‌ای دارند. به درون‌بال‌داران، همه‌دگردیسان (Holometabola / کامل‌دگردیسان) نیز گفته شده‌است.
درونْ‌بال‌داران از پرتنوع‌ترین بالاراسته‌های حشرات است و در حدود ۸۵۰هزار گونهٔ زنده دارد که در یازده راسته تقسیم شده‌است. حشراتی چون مگس، پروانه، شپش، و مورچه به درونْ‌بال‌داران تعلق دارند.